# Кримінальний кодекс Іспанії (1995)
Кримінальний кодекс Іспанії від 23 листопада 1995 року (ісп. Ley Orgánica 10/1995, de 23 de noviembre, del Código Penal; LO 10/1995, de 23-11) — основний закон Іспанії в галузі злочинів і покарань. Чинний з 24 травня 1996 р. Містить 639 статей (артикулів) та додаткові положення. Цей продукт іспанської кодифікації відрізняється багатьма особливостями не тільки від КК України, а й від кримінальних кодексів розвинутих західноєвропейських держав. Злочинні діяння поділяє на злочини і проступки; зі ст. 10 випливає, що злочинами і проступками є діяння, карані згідно із законом та вчинені винно. Злочини й проступки можуть бути вчинені або шляхом дії, або шляхом бездіяльності (ст. 11).
Міри покарання цей КК диференціює на менш суворі, суворі та м'які (ст. 12). Окрім покарань КК Іспанії передбачає також і заходи безпеки. Заходи безпеки можуть бути такими, що передбачають позбавлення волі, або такими, що не передбачають позбавлення волі (ст. 96).
Будь-яка особа, що підлягає кримінальній відповідальності за вчинення злочину чи проступку, також підлягає цивільній відповідальності, якщо злочином заподіяно шкоду (ст. 116).